# Drummond—Arthabaska (district électoral du Canada-Uni)
Pour les articles homonymes, voir Drummond.
Circonscription électorale provinciale du Canada
Drummond—Arthabaska (désigné Drummond entre 1841 et 1854) est un district électoral de l'Assemblée législative de la province du Canada.

## Histoire
Initialement désigné « Drummond » entre 1841 et 1854, le district est renommé « Drummond—Arthabaska » lors de la création du comté d'Arthabaska.

## Liste des députés
| Drummond            |             |                           |                |
| Années              | Années      | Député                    | Affiliation    |
|                     | 1841 - 1844 | Robert Nugent Watts       | Tory unioniste |
|                     | 1844 - 1848 | Robert Nugent Watts       | Tory           |
|                     | 1848 - 1851 | Robert Nugent Watts       | Tory           |
|                     | 1851 - 1854 | John McDougall            | Tory           |
| Drummond—Arthabaska |             |                           |                |
|                     | 1854 - 1858 | Jean-Baptiste-Éric Dorion | Rouge          |
|                     | 1858 - 1861 | Christopher Dunkin        | Conservateur   |
|                     | 1861 - 1863 | Jean-Baptiste-Éric Dorion | Rouge          |
|                     | 1863 - 1867 | Jean-Baptiste-Éric Dorion | Rouge          |